# Гугнин, Николай Павлович
Никола́й Па́влович Гугни́н (29 июля 1916, село Фащёвка, Тамбовская губерния — 7 декабря 1987, Кременчуг) — лётчик-ас, Герой Советского Союза, штурман 122-го истребительного авиационного полка 331-й истребительной авиационной дивизии 5-го штурмового авиационного корпуса 5-й воздушной армии, полковник.

## Биография
Родился 29 июля 1916 года в селе Фащёвка (ныне — Грязинского района Липецкой области) в русской рабочей семье.
В 1931 году окончил неполную среднюю школу в родном селе и уехал в Воронеж. Окончил ФЗУ и Воронежский авиационный техникум. С 1940 года в Красной Армии. Член ВКП(б) с 1940 года. В 1941 году окончил Егорьевскую авиационную школу.

### Во время Великой Отечественной войны
В боях Великой Отечественной войны с сентября 1941 года.
Приказом ВС Западного фронта №: 182 от: 16.02.1942 пилот 188-го истребительного авиаполка старшина Гугнин награждён орденом Красного Знамени за совершение 13 штурмовок и уничтожение переправы через р.Угра,2 штабных автомашин, 3 танков и до роты пехоты.
Приказом ВС 1-й ВА №: 4/н от: 12.02.1943 года командир звена 188-го иап 202-й иад 1-й ВА младший лейтенант Гугнин награждён орденом Отечественной войны 2-й степени за уничтожение во время штурмовок на самолёте И-153бис в составе звена до 12 танков,6 автомашин и 2-х рот пехоты и личное сбитие 2 самолётов противника(Ме-109), чем спас жизнь командиру своего авиаполка.
С 13 февраля 1944 года — на 1-м Украинском фронте. Приказом ВС 2-й ВА №: 130/н от: 11.06.1944 года штурман 122-го иап 331-й иад капитан Гугнин награждён орденом Красного Знамени за 47 боевых вылета и 4 сбитых самолёта противника.
Приказом ВС 2-й ВА 1-го Украинского фронта №: 211/н от: 18.08.1944 года капитан Гугнин награждён орденом Александра Невского за 17 успешных боевых вылетов, 3 сбитых самолёта противника и 1 аэростат и достойное и качественное обучение молодого пополнения и ввод его в строй.
Приказом по 331-й иад от 28.11.1944 года майор Гугнин награждён медалью «За оборону Москвы».
Приказом ВС 5-й ВА 2-го Украинского фронта №: 63/н от: 31.12.1944 года штурман 122-го иап 331-й иад майор Гугнин награждён орденом Красного Знамени за 128 боевых вылетов на сопровождение ИЛ-2,75 успешных вылетов на дальнюю разведку, за 28 штурмовок и 11 лично сбитых самолётов противника и 4-в группе (был представлен к званию Героя Советского Союза).
Приказом ВС 5-й ВА №: 129/н от: 13.06.1945 года майор Гугнин награждён орденом Красной Звезды за кропотливую работы во ведению экипажей в воздухе, отличное выполнение боевых заданий в овладении радиосвязью и получение квалификации «Мастер Воздушной радиосвязи».
Приказом по 331-й ИАД от: 06.11.1945 майор Гугнин награждён медалью «За победу над Германией в Великой Отечественной войне 1941—1945 гг».
За время Великой Отечественной войны майор Гугнин совершил 260 боевых вылетов, в 50 воздушных боях лично сбил 13 и в составе группы — 2 вражеских самолёта. 15 мая 1946 года за мужество и воинскую доблесть, проявленные в боях с врагами, удостоен звания Героя Советского Союза с вручением ордена Ленина и медали «Золотая Звезда» (№ 9131).

### После войны
После войны продолжил служить в ВВС. В 1951 году окончил Военно-воздушную академию. Получив звание подполковника, он, как боевой лётчик, обладающий огромным практическим опытом, был назначен на должность старшего инспектора-лётчика управления боевой подготовки истребительной авиации ВВС. В 1954 году назначен старшим инспектором-лётчиком истребительной авиации при главной инспекции Министерства обороны СССР.
В 1960 году в связи со значительным сокращением ВС СССР уволен в запас, перешёл на работу в гражданскую авиацию. Одновременно заочно окончил Украинский политехнический институт по специальности «Технология машиностроения». С 1962 года работал преподавателем в Кременчугском лётном училище гражданской авиации, позже был начальником учебно-лётного отдела училища.
Умер 7 декабря 1987 года. Похоронен в Кременчуге.

## Награды
- Медаль «Золотая Звезда» Героя Советского Союза;
- орден Ленина;
- три ордена Красного Знамени;
- орден Александра Невского;
- орден Отечественной войны I степени;
- орден Отечественной войны II степени;
- два ордена Красной Звезды;
- медали.